# Zayn Malik
Zain Javadd "Zayn" Malik (født 12. januar 1993 i Bradford, England) er en britisk-pakistansk sanger og sangskriver, mest kendt som medlem af boybandet One Direction.

## Liv og karriere
Malik blev født på St. Luke's Hospital og er fra West Lane, Bradford, England. Han er søn af en britisk-pakistansk far Yaser og en engelsk mor, Tricia Malik (født Brannan), han har tre søskende ved navn Doniya, Waliyha og Safaa. Han voksede op i East Bowling, syd for Bradford's centrum. Malik var elev på Lower Fields Primary School i East Bowling og skiftede senere til Tong High School, en statsejet enhedsskole. Malik passede ikke ind på sine to første skoler pga. sin blandede herkomst, og han har senere afsløret at han fik det bedre, da han og hans søster flyttede skole. Efter at have flyttet skole i en alder af tolv, udtalte Malik, at han begyndte at være mere glad og stolt over sin fremtoning. Mens han deltog under The X Factor, døde hans bedstefar, hvis navn (Walter) han har tatoveret på arabisk på sit bryst.
Under auditionen til X Factor, sagde Malik, "Jeg var altid på udkig efter en oplevelse". Han nævnte urban musik som en del af sin inspiration. Da han var barn, elskede han R&B og rap. Under X Factor-auditionen, optrådte han sammen med Mario's R&B sang "Let Me Love You". Ligesom de andre medlemmer af One Direction kaldte han Bruno Mars, for "en drømme-samarbejdspartner"
Zayn Malik stoppede i One Direction i 2015. Han stoppede primært for at han ville have et normalt liv. Senere fortalte han, at han ville lave sin egen musik, og var allerede i gang, og udgav 25. marts 2016 albummet Mind Of Mine. Malik er kendt for hans store hits: "PILLOWTALK" udgivet i 2016, efter det udgav han "I Don't Wanna Live Forever" også i 2016. I 2017 udgav han "Dusk Till Dawn", i 2018 udgav sit nye album Icarus Falls, derfra kom "Let me", "Fingers", "There you are", "Too Much" og "Entertainer". i 2018 udgav han også et nummer med sangeren Kehlani "wRoNg". i 2019 udgav han et kæmpe hit nemlig "Trampoline", samme år lavede han sammen med Zhavia Ward, en sang til den nye live-action Disney film Aladdin, som hedder "A Whole New World" 

## Personlige liv
Malik datede sin X-faktor konkurrent Rebecca Ferguson, hvilket gav anledning til en del debat på grund af aldersforskellen på 6 år. Deres forhold endte efter 4 måneder. I november 2011, fik Ferguson mediernes opmærksomhed, da hun udtalte: "Da jeg var sammen med Zayn var det ret hårdt, men sådan er det. Zayn og jeg voksede ganske enkelt fra hinanden. Jeg ønsker ham alt det bedste." I 2011, kommenterede Malik forholdet, "Selvom det var en gensidig beslutning, gør det stadig ondt i hjertet, Jeg tror ikke at jeg er kommet helt over det. Vi er stadigvæk venner og snakker sammen hele tiden."
Malik er afhængig af at ryge cigaretter, i 2011 sagde han: "Jeg ønsker at stoppe med at ryge. Det er jeg nødt til."
I maj 2012, efter måneders spekulation i medierne, bekræftede Malik at han dater Little Mix-medlemmet Perrie Edwards. I august 2013 bekræftede Perrie Edwards mor, at Malik og Edwards er forlovede. Den 4. august 2015, annoncerede Maliks repræsentanter, at parret havde endt deres forlovelse.
Malik begyndte at date den amerikanske model Gigi Hadid i 2015. I april 2020 bekræftede Hadid offentligt sin graviditet. I september 2020 fødte Hadid deres datter.